# Toxic Narcotic
I Toxic Narcotic sono una band crustcore/hardcore punk formatasi nel 1989 a Boston nel Massachusetts.
Sin dalla loro nascita, la band si è sempre contraddistinta per la filosofia DIY (o Do It Yourself), organizzando da sé tournée e distribuendo dischi attraverso la propria etichetta indipendente, la Rodent Popsicle Records, che promuove inoltre numerose band della scena punk di Boston e non.
Dal 2005, parallelamente ai Toxic Narcotic, il cantante Bill Damon ed il chitarrista Will Sullivan suonano anche nei  
Mouth Sewn Shut.

## Discografia

### Album in studio
- 2000 - 1989-1999
- 2001 - We're All Doomed

### EP
- 2002 - Had it Coming
- 2003 - Shoot People, Not Dope
- 2003 - Beer In The Shower

### Split
- 1998 - Bostons Finest - Toxic Narcotic / The Unseen
- 2001 - The Split - Toxic Narcotic / A Global Threat
- 2004 - Toxic Narcotic / Misery
- 2007 - Toxic Narcotic/Phobia